# 职介破事儿
职介破事儿（英語：The Job Lot）是一部英国情景喜剧，讲述了职业介绍所的故事。
本剧由拉塞尔·托维和萨拉·哈德兰等人主演，于伯明翰拍摄。
本剧第一季六集于2013年在獨立電視台播出，将会继续拍摄第二季。